# Cionura
Cionura es un género monotípico de plantas fanerógamas de la familia Apocynaceae. Su única especie es Cionura erecta Griseb..

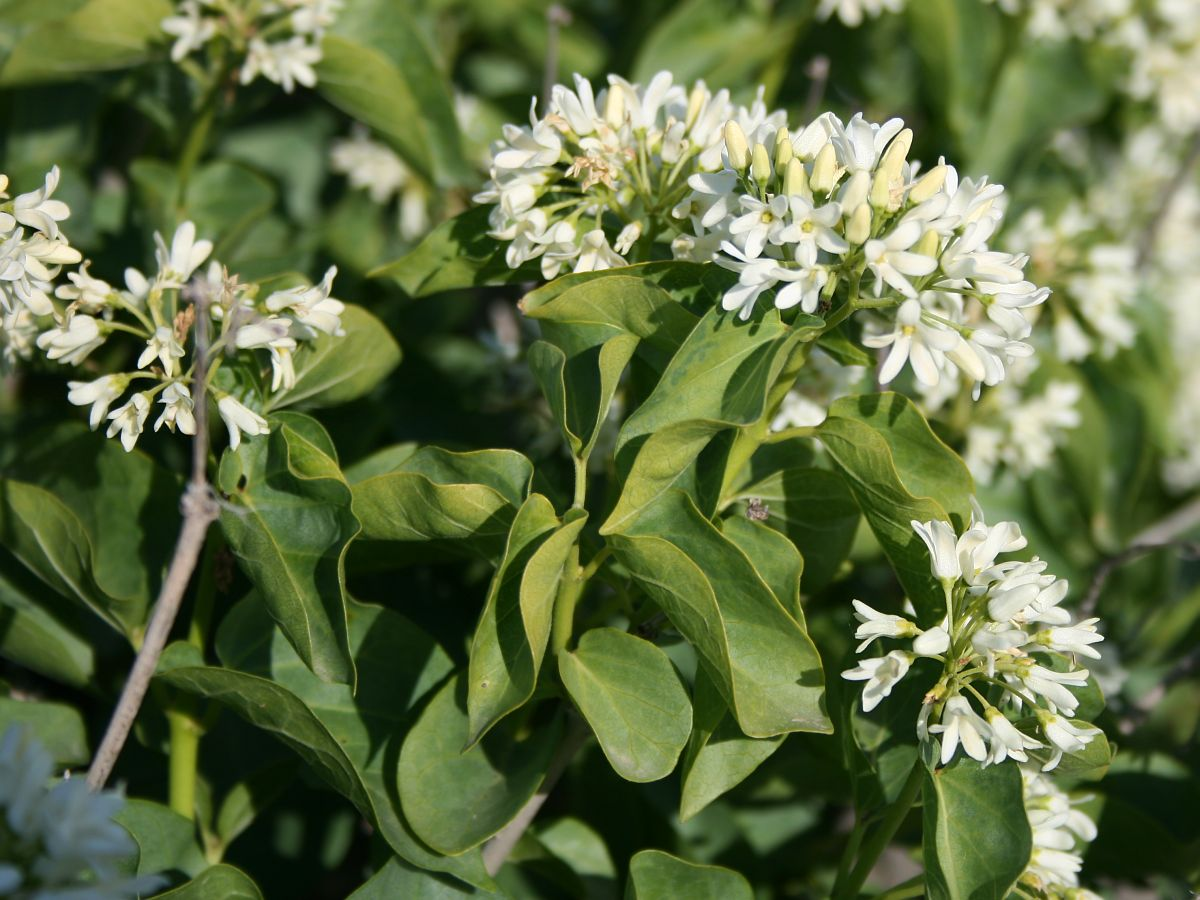
Inflorescencias

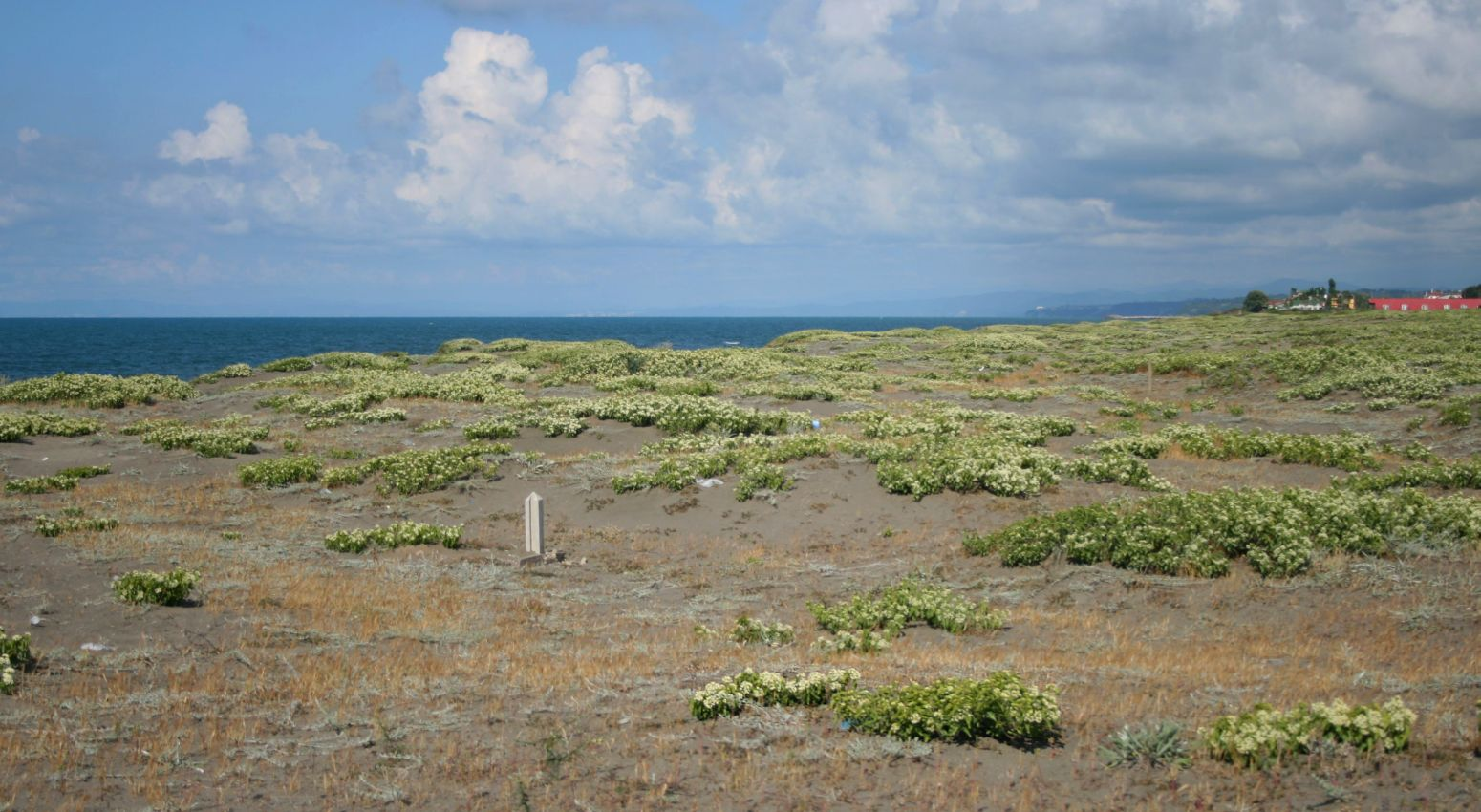
Hábitat

## Distribución y hábitat
Es originaria de la región del Mediterráneo, en Creta se encuentra en los barrancos de Therisso, es una planta que llama la atención por sus brillantes hojas verdes y racimos de flores blancas. Debido a que es una planta venenosa, las cabras y ovejas no deben acercarse. En numerosas quebradas y otros lugares de la isla es muy común (se han encontrado varias plantas en el barranco de Messavlia). Prospera en piedra caliza, en los bosques de roble, en las laderas rocosas, playas arenosas y en los barrancos secos.

## Descripción
Es una planta leñosa que alcanza los 50-100 cm de altura y hasta 2 m de ancho con numerosas hojas perennes herbáceas, con abundante jugo lechoso venenoso.  A primera vista, la planta parece glabra pero a través del microscopio, se observa que los tallos y pedicelos son minuciosamente pubescentes o ciliado. Las hojas son glabras y herbáceas, de 7-12 cm de largo, 48 mm de ancho, ampliamente ovadas, basalmente cordadas, con el ápice agudo a acuminado (en forma de corazón) y las hojas más viejas son brillantes. Las inflorescencias son laxas, axilares o terminales en forma de cimas redondeadas o umbelas de muchas flores blancas, la floración se produce desde abril hasta julio. Las flores son de simetría radial, de 10-13 mm de diámetro, con lóbulos oblongos y, aunque el pecíolo es  pubescente (solo apreciado con microscopio), el cáliz se encuentra sin pelo.  El cáliz consta de 5 sépalos. Tiene un número de cromosomas de: 2n= 22.[cita requerida]

## Propiedades
Sus propiedades venenosas son tradicionalmente conocidas desde la antigüedad.  Se ha utilizado para exterminar a los animales nocivos y el nombre de "Apocynon," le fue dado a esta planta por Dioscórides.

## Composición
El aceite esencial obtenido de la inflorescencia contiene 72 componentes. Los principales  son: safranal (16,8%), (Z)-3-benzoato de hexenil (6,1%), heneicosano (5,7%), linalol (4,8%) y tricosano (4,4%). De Cionura se han extraído glucofitoesteroides, por ejemplo del tipo 3,8,11,12,14-Pentahidroxipregn-5-en-20-ona, tales como la 17α-Marsdenina (De Cionura erecta))

## Taxonomía
Cionura erecta fue descrita por (L.) Griseb. y publicado en Spicilegium florae rumelicae et bithynicae . . . 2: 69. 1844.
Sinonimia
- Cynanchum erectum L.
- Cynanchum pallidum Salisb.
- Cynanchum rectum Forssk. ex Decne.
- Marsdenia erecta (L.) R. Br.
- Pergularia erecta (L.) Spreng.[6]